# SuperIno
Superino è un personaggio immaginario dei fumetti ideato da Gami (pseudonimo dello scrittore Michele Gazzarri) e Mario Sbattella, pubblicato nel 1974 sulle pagine del Corriere dei Piccoli.
Superino è apparso nella copertina del singolo di Sergio Endrigo Ci vuole un fiore insieme ad altri personaggi del Corriere dei Piccoli dei primi anni 70.

## Trama
È la storia di un supereroe adolescente, vestito con una calzamaglia rossa dotata di cappuccio e mantello, corredata con guanti, stivaletti e pantaloncini gialli. Sul viso indossa una mascherina nera che copre gli occhi. È dotato di superforza, è invulnerabile alla maggior parte dei proiettili, è in grado di volare a grandissima velocità, può provocare un forte vento con un soffio e trattenere il respiro molto a lungo per operare anche sottacqua, la supervista gli consente di vedere al buio e attraverso i solidi con una portata massima di cinque chilometri o di leggere le pagine di un libro chiuso, e infine sa parlare agli animali. Nella vita quotidiana è Ino, un ragazzino occhialuto e impacciato che lavora come garzone all'interno di un circo di proprietà dello zio, con l'aspirazione di diventarne una stella, ma deciso a non approfittare dei propri superpoteri per raggiungere tale obiettivo. Questo tema educativo-morale ricorre nella maggior parte delle storie di Superino, benché sul Corriere dei Piccoli n. 27 (7 luglio 1974) Ino si vede costretto a fingersi un acrobata esperto per evitare che il circo sia espulso dalla città: è anche l'unico episodio in cui il protagonista non indossa la calzamaglia del supereroe.
Nelle sue avventure Ino diventa Superino per salvare il circo presso cui lavora da varie minacce prevalentemente generate dalla sua nemesi, il Professore, un anziano inventore barbuto che odia il circo e in particolar modo la sua chiassosa allegria. La migliore amica di Ino è invece la coetanea ginnasta ed equilibrista Lilla che, ignara della doppia identità del ragazzino, ha occhi solo per il suo alter-ego mascherato. Solo il gatto blu di Ino, Salvatore, conosce il segreto del ragazzino, e coi suoi pensieri funge da commentatore per i piccoli lettori. Sul n. 47 del Corriere dei Piccoli (24 novembre 1974) viene rivelato che in realtà è il costume stesso a conferire a Ino i suoi poteri poiché, trovato e indossato da Lilla, le permette di farne immediatamente uso, nonostante l'inesperienza della ragazzina la metta nei guai.